# Allantodia procera
Allantodia procera là một loài thực vật có mạch trong họ Woodsiaceae. Loài này được (Wall.) Ching miêu tả khoa học đầu tiên năm 1964.